# Білоцерківська станція екстреної медичної допомоги
Білоцерківська станція екстреної медичної допомоги — медичний заклад системи швидкої медичної допомоги Міністерства охорони здоров'я України у Білій Церкві, який відноситься до 3 акредитаційної категорії (по чисельності населення, що проживає на території обслуговування).
Білоцерківська станція швидкої допомоги — найбільша станція в Київській області, яка обслуговує близько 200 викликів на добу. За рік це 70 тисяч.
Станом на 2015 р. на станції екстреної медичної допомоги працюють 297 працівників: 45 лікарів, 107 фельдшерів, 34 санітари, 73 водія та 39 інших співробітників. Функціонують 17 бригад, із них 9 лікарських та 8 фельдшерських. Лікарські бригади розподіляються на лікарські загально профільні та спеціалізовані.

## Історія
|  | Швидка допомога місту З 13-го листопаду по місту розпочала провадитися швидка медична допомога. Проводитиме допомогу лікар, який буде чергувати при поліклініці в той час, коли поліклініка не працює від 1-ї до 4-ї години дня та від 9-ї години вечора до 8-ї години ранку. Давати допомогу лікар буде всім громадянам, хто її потребує. |

«Радянська нива» № 99,18 листопада 1926 р.
|  | Обов’язкова постанова Білоцерківської міської Ради №1 від 26 лютого 1929 р. «Про порядок користування швидкої медичної допомогою в м. Білій Церкві» §1. Швидку медичну допомогу при Білоцерківській поліклініці можна викликати лише в таких випадках: значного опіку, отруєння, утоплення, повішання, тяжкої поразки голови, грудей, черева, перелому й тяжких поразок кінцівок, великих кровотеч з вуха, горла, носа, кровоплин і великих маточних кровотеч, а також під час пологів, що трапилися поза квартирою. §3. За зайвий виклик швидкої допомоги винні підлягають за постановою Окрадмінвідділу покаранню в адмінпорядкові штрафу до 10 крб., або примусової праці до 7 діб. |

«Радянська нива» № 50,8 травня 1929 р.
Саме ці дві довідки і стали відправними точками, які свідчать про зародження служби швидкої допомоги в м. Білій Церкві та про перші правила виклику спеціалістів швидкої медичної допомоги.
- В 1935–1936 рр. кінний транспорт був замінений на першу санітарну машину марки «ГАЗ-АА».
- В 1936 р. завідувачем відділенням Білоцерківської служби швидкої допомоги стає Кольченко Василь Іванович. Він також був і викладачем Білоцерківського медичного технікуму, який пізніше став називатися фельдшерсько-акушерською школою.
- Число обслужених викликів за 1944 р. склало 1823. На наступний рік передбачалося вже 6000 таких обслуговувань. Зарплатня завідувача швидкої допомоги була 500 крб., фельдшера — 900 крб., санітарки — 400 крб., а всі інші отримували по 125 крб. Двічі на місяць проводилося прання білизни (по 15 од.). Планова робота автомобіля складала 50 км в день. Швидка допомога входила в амбулаторно-клінічну сітку міста. Відчувалася гостра нестача білизни, бензину, кадрів тощо. Черговими лікарями, як правило, були сумісники: лікар-терапевт Гвоздьова С. Г. та лікар-гінеколог Гойко Н. О.
- В 1956 році радіус дії швидкої медичної допомоги міста Біла Церква складає 11-12 км у всі сторони від станції. В цьому ж році (9.11) станція отримала приміщення по вулиці Карла Маркса, 6, і мала 4 невеликі кімнатки, загальною площею 33 м кв. та гараж на два автомобілі.
- В 1958 р. швидка медична допомога в своєму складі мала 2 карети та один санітарний автомобіль марки «ЗІМ».
- З 1960 р. відділення швидкої медичної допомоги очолив Герштейн Лев Маркович. Населення міста на той час складало 75 тис. чол. На станції налічувалось 4 автомобілі. Всі вони були старі і часто ремонтувалися. Не вистачало шин. Машини мали дерев'яну основу, яка швидко прогнивала. Знову відмічається плинність кадрів.
- В 1963 році штат станції швидкої медичної допомоги налічував: 12 лікарів, 10 фельдшерів, 4 санітари, 14 водіїв, 3 решта працівників. Автопарк поновився 2 машинами марки «Волга», однією машиною марки «РАФ» та однією машиною марки «ПАЗ».
- 30 червня 1986 р. державна приймальна комісія затвердила прийняття в експлуатацію нової типової станції швидкої медичної допомоги в Білій Церкві на 75 тис. викликів щорічно, загальною площею 3192 кв.м. та кошторисною вартістю 1014,06 крб.
- В кінці 1989 р. Білоцерківську станцію швидкої медичної допомоги очолив Рогов Анатолій Володимирович.
- В 1991 р. на станції вже працювало 18 бригад швидкої медичної допомоги в тому числі 3 бригади інтенсивної терапії, 1 психбригада, 2 педіатричні, 9 лікарських загально-профільних бригад та 3 фельдшерських бригади.
- З 2006 року правління станцією було доручено Фещенко Тетяні Андріївні.
- В 2011 р. станцію швидкої медичної допомоги очолив Семенченко Володимир Афанасійович. При ньому, завдяки профспілковому комітету та колективу станції, був знову відбудований буфет, закуплене відповідне обладнання. Німецький друг Петер Новотни подарував для станції кілька карет швидкої допомоги, які безвідмовно працюють на користь населення міста.

## Особливості станції екстреної медичної допомоги
Швидка медична допомога — найбільш масовий вид медичної допомоги, який має свої особливості, а саме:
- доступність,
- безоплатність,
- визначальне значення фактору часу,
- діагностична невпевненість,
- багатопрофільність,
- етапність,
- висока ресурсоємкість.

## Структура закладу
Існує поділ швидкої медичної допомоги на екстрену та невідкладну. В кожної з них є об'єднуюча функція — надання необхідної медичної допомоги на догоспітальному етапі, але рівні надання медичної допомоги та спеціалізація дещо різняться. Згідно з покладеними на екстрену медичну допомогу обов'язками, звичайно, що й оснащення бригад на порядок вище ніж у невідкладній медичній допомогі, і штат бригад близький до нормативів, і ширший діапазон лікувального забезпечення, а найголовніше, тут функціонують спеціалізовані бригади (кардіологічна, психіатрична, акушерська, бригади інтенсивної терапії).
Екстрена медична допомога покликана обслуговувати найтяжчі виклики, які часто межують між життям і смертю пацієнта. Тому й причини для виклику бригад екстреної медичної допомоги є чітко визначені Міністерством охорони здоров'я України, а саме:
- усі вуличні виклики (травми, переломи, виклики з місць ДТП, опіки),
- ураження електрострумом,
- гострі отруєння,
- гострий біль в області серця,
- гострі психічні розлади (якщо становлять загрозу для оточуючих),
- гострі інфекційні захворювання,
- гострий біль у животі,
- кровотечі,
- втрата свідомості,
- судоми,
- раптове порушення дихання,
- переохолодження,
- порушення перебігу вагітності,
- укус тварин.

До категорії екстрених належать також звернення медичних працівників з транспортування пацієнтів, які перебувають у стані, що потребує обов'язкового медичного супроводу і термінової шпиталізації в стаціонарі установ охорони здоров'я. Доїзд до таких хворих і потерпілих також чітко визначений: в межах міста — до 10 хвилин, в сільську місцевість — до 20 хвилин. Хоч такий норматив часто не під силу виконати через багато об'єктивних причин, незалежних від працівників екстреної медичної допомоги. В порівнянні з екстреною, невідкладна медична допомога виїжджає на виклики з таких причин: головний біль, запаморочення, висока температура, кашель, біль у горлі, болі онкохворих, алкогольний, наркотичний, токсичний і абсинентний синдроми, підвищення артеріального тиску, болі в суглобах чи в попереці, загострення хронічних хвороб тощо. Безумовно, що й час доїзду до таких хворих може бути до 2-х годин